# Jason Morgan (lekkoatleta)
Jason Morgan (ur. 6 października 1982 w Kingston) – jamajski lekkoatleta specjalizujący się w rzucie dyskiem.
Złoty medalista igrzysk Ameryki Środkowej i Karaibów (2010). Rok później stanął na najwyższym stopniu podium kontynentalnych mistrzostw w Mayagüez. W 2014 sięgnął po brąz igrzysk Wspólnoty Narodów w Glasgow.
Dwukrotny uczestnik mistrzostw świata – zarówno w 2007, jak i w 2011 nie udało mu się awansować do finału. W 2012 reprezentował Jamajkę na igrzyskach olimpijskich w Londynie – 39. lokata w eliminacjach nie dała mu awansu do finału.
Złoty medalista mistrzostw Jamajki, wielokrotny rekordzista kraju. Stawał na podium CARIFTA Games.
Rekord życiowy: 68,19 (6 czerwca 2015, Pearl), wynik ten do 2017 roku był rekordem Jamajki.

## Osiągnięcia
| Rok  | Impreza                                  | Miejsce        | Lokata            | Wynik |
| ---- | ---------------------------------------- | -------------- | ----------------- | ----- |
| 2005 | Młodzieżowe mistrzostwa NACAC            | Sherbrooke     | 5. miejsce        | 50,17 |
| 2007 | Igrzyska panamerykańskie                 | Rio de Janeiro | 10. miejsce       | 50,09 |
| 2007 | Mistrzostwa świata                       | Osaka          | el. – 28. miejsce | 55,32 |
| 2009 | Mistrzostwa Ameryki Środkowej i Karaibów | Hawana         | 4. miejsce        | 57,47 |
| 2010 | Igrzyska Ameryki Środkowej i Karaibów    | Mayagüez       | 1. miejsce        | 59,43 |
| 2011 | Mistrzostwa Ameryki Środkowej i Karaibów | Mayagüez       | 1. miejsce        | 60,20 |
| 2011 | Mistrzostwa świata                       | Daegu          | el. – 17. miejsce | 61,75 |
| 2011 | Igrzyska panamerykańskie                 | Guadalajara    | 7. miejsce        | 58,91 |
| 2012 | Igrzyska olimpijskie                     | Londyn         | el. – 39. miejsce | 57,46 |
| 2014 | Igrzyska Wspólnoty Narodów               | Glasgow        | 3. miejsce        | 62,34 |
| 2014 | Puchar interkontynentalny                | Marrakesz      | 3. miejsce        | 62,70 |
| 2015 | Mistrzostwa świata                       | Pekin          | el. – 22. miejsce | 60,85 |